# Melanargia convena
Melanargia convena är en fjärilsart som beskrevs av Hans Fruhstorfer 1916. Melanargia convena ingår i släktet Melanargia och familjen praktfjärilar. Inga underarter finns listade i Catalogue of Life.